# 炭素12
炭素12（たんそ12、Carbon-12、12C）は、炭素全体の約98.89%と最も豊富に存在する炭素の安定同位体である。6個の陽子と6個の中性子、6個の電子から構成される。
炭素12は、全ての核種の質量の標準として用いられているという意味で特に重要である。統一原子質量単位は、炭素12の質量の1/12であり、元素の原子量は、炭素12の質量を12としたときの相対質量である。また2019年までは、モルの定義にも用いられていた。

## 歴史
1959年以前、国際純粋・応用物理学連合と国際純正・応用化学連合は、モルを定義するのに酸素原子を用いていた。化学界はモルを酸素原子が16g分集まる個数と定義していたが、物理学界は少し異なり、酸素16同位体のみを用いていた。両機関は1959/60年に合意し、モルの定義を次のように定めていた。
モルは、0.012kg分の炭素12と同じ数の基本粒子を含む物質の量であり、"mol"と定める。
1961年に正式に、炭素12は全ての原子核の質量の標準になるものとして酸素と置き換わった。。
この定義は、1967年に国際度量衡委員会でも採用され、1971年には第14回国際度量衡総会でも採択された。1980年に国際度量衡委員会は上記の定義を明確化し、炭素12原子は結合がなく基底状態であると定義した。
しかし、モルの定義は2019年5月20日に変更されて、アボガドロ定数（正確に6.02214076×1023）から直接に定義されたので、1 molの炭素12の質量は、もはや12グラムではなくなり、11.999 999 9958(36) グラムとなった。

## ホイル状態
ホイル状態は炭素12が励起した状態で、赤色巨星で3つのヘリウムが核融合して炭素が合成される際に重要である。1950年代にフレッド・ホイルによって、宇宙に重元素が多く観測されることから予言された。この共鳴状態によってトリプルアルファ反応で炭素が形成される。ホイル状態の実在は確認されているが、正確な特徴はまだ不明である。

## 同位体の分離
炭素の同位体は、カルバミン酸アミンとのカスケード反応によって、二酸化炭素ガスの形で分離される。